# Estas
estas는 대한민국의 자폐인 자조 모임이다.

## 유래와 성격
2013년 9월 13일에 한국장애인개발원 중앙장애아동·발달장애인지원센터의 연구용역을 계기로 설립됐다. 다양성, 저항, 독립, 협력의 기본정신을 가지고, 유엔장애인권리협약 일반논평 7호에 따른 장애인모임임을 확언하고 있다.
자폐권리운동을 확언하여 자폐연구에 대한 글로벌 자폐 태스크포스Global Autistic Task Force on Autism Research에 참여하고, 유엔장애인권리위원회에 대한민국과 관련된 의견을 제출하는 등 유엔장애인권리협약에 따른 자폐인의 권리를 주장하고 있다. 신경다양성에 대해서는 제한적으로 지지하되, 신경다양성 지지모임 세바다와 연계사업을 다수 진행하고 있다.

## 역사
2013년 설립되어 2016년부터 자폐권리운동을 지향하는 당사자 자조모임 활동을 본격적으로 전개해 오고 있다.
복지관이나 부모단체의 입김을 받지 않는, 자폐 당사자가 주도하는 활동으로 이어지고 있다. 따라서 등록 발달장애인에 대한 위치추적기 도입 등에 반대 목소리를 내는 등 자폐인의 권리를 침해하거나 그럴 여지가 있는 이슈에 대해 지속적으로 모니터링하고 목소리를 내오고 있다.

## 활동
estas는 자폐성 장애인의 권리 증진을 위한 활동들을 한다. 모임 차원에서 자폐성 장애인 차별·혐오에 대항하는 의견을 표명함은 물론, 일부 회원들은 장애계 언론 에이블뉴스와 한겨레 등에서 자폐인의 권리에 대한 자신의 의견을 개진하고 있다.
- <우영우>는 15화의 프로그래머와 16화의 ‘우영우 동생’처럼 미인지 자폐당사자의 존재를 노출했으나 제작진은 이들을 ‘비자폐인’으로 잘못 인식하고 있었음이 확인됐다. <우영우>는 판타지’란 말을 계기로 돌봄 요구가 심각한 자폐인 부모의 호소만 강조돼온 그동안의 언론보도를 감안할 때 이러한 사회적 감수성 부재가 미인식 자폐당사자와 신경다양인의 낙인찍기 효과를 강화할 것을 우려한다. - 국민일보 2022년 9월 13일 기사[7] 중

- 장지용은 ‘고기능 자폐인’이란 표현에 대한 설명을 덧붙였다. “대체할 단어가 마땅치 않아서 그 표현을 쓰지만, 사실 에스타스에서는 ‘고기능 자폐’란 말을 꼭 필요할 때가 아니면 쓰려하진 않아요. 자폐인을 능력이나 기능성에 따라 계급화하고 차별화하는 효과가 있잖아요.” - 한겨레 2022년 8월 30일 기사[8] 중

- 성인자폐(성)자조모임 estas도 성명서를 발표해 “오태원 북구청장에게 궁금한 것이 있다. 탄생한 장애인이 비극을 살아서 문제라는 것인가, 아니면 자폐인과 지적장애인이 이 세상에 없는 것이 좋다는 것인가”라고 꼬집었다. - 에이블뉴스 2024년 1월 23일 기사[9] 중

- 정신적 장애인들 간 연대 강화를 위해 국내 장애인단체 및 해외 자폐성 장애인들과의 교류·연대 활동도 하고 있다. 대표적으로 ‘자폐 연구에 대한 글로벌 자폐 태스크 포스(Global Autistic Task Force on Autism Research)’ 활동 등이 있다. 윤은호 estas 공동조정자는 “공개서한은 애초에 란셋에 제출됐으나, 게재를 거절했다”며 “장애의 의학적 모델을 바탕으로 작성된 이번 보고서는 앞부분만 자폐친화적인 척 적어두고 나머지는 자폐 치료와 중재를 강조해 자폐당사자를 속여보고자 한 지적 사기였다”고 밝혔다. - 에이블뉴스 2022년 2월 15일 기사[10] 중